# 서울특별시 도시철도공사
서울특별시 도시철도공사(서울特別市 都市鐵道公社)는 대한민국 서울 지하철 5호선, 서울 지하철 6호선, 서울 지하철 7호선, 서울 지하철 8호선 전 구간 운영을 담당했던 서울특별시의 공기업이다. 1990년에 서울메트로의 1기 지하철보다 발전된 기술력으로 고안된 2기 지하철인 5호선이 착공하면서 서울특별시가 주도하여 1994년 3월 15일에 설립하였다.
2012년 일평균 수송인원은 평일 276만 7천 명, 주말·공휴일 176만 6천 명이다. 2016년 10월 현재 영업연장 162.2km, 157개 역, 6개 차량기지를 운영하며, 전동차 1,616량 207편성(1편성 평균 7.807량)을 보유하고 있다. 2016년 11월 23일에 서울메트로와의 통합이 결정되어 2017년 4월 30일을 기해 서울교통공사로 통합되었다.

## 개요
- 조직 형태: 지방공기업 (지방공기업법 제49조 및 동법 시행령 제47조)
- 설립 목적: 서울 제2기 지하철 운영
- 본사: 서울특별시 성동구 천호대로 346 (용답동)
- 별관: 한강진별관(한남동), 성산별관(성산동)

## 연혁
- 1990년 6월 27일: 5호선 착공 (방화역 ~ 상일동역·마천역, 51역)
- 1990년 12월 28일: 7호선 착공 (장암 ~ 온수, 42역)
- 1990년 12월 29일: 8호선 착공 (암사 ~ 모란, 17역)
- 1993년 9월: 6호선 착공 (응암 ~ 봉화산, 38역)
- 1994년 3월 15일: 서울특별시 도시철도공사 설립.[1]
- 1995년 11월 15일: 5호선 강동 구간 개통 (왕십리 - 상일동, 14역 14.5km)
- 1996년 3월 20일: 5호선 강서 구간 개통 (방화 - 까치산, 8역 8.8km, 마곡역 제외)
- 1996년 3월 30일: 5호선 송파 (거여, 마천) 구간 개통 (강동 - 마천, 7역 6.9km)
- 1996년 8월 12일: 5호선 영등포 구간 개통 (까치산 - 여의도, 8역 7.8km)
- 1996년 10월 11일: 7호선 강북 구간 개통 (장암 - 건대입구, 19역 19.0km)
- 1996년 11월 23일: 8호선 성남 구간 개통 (잠실 - 모란, 13역 13.1km)
- 1996년 12월 30일: 5호선 도심 구간 개통 (여의도 - 왕십리, 13역 14.1km) - 5호선 완전 개통
- 1999년 7월 2일: 8호선 강동 (암사) 구간 개통 (암사 - 잠실, 4역 4.6km) - 8호선 완전 개통
- 2000년 2월 29일: 7호선 남단 구간 개통 (신풍 - 온수, 8역 9.2km)
- 2000년 8월 1일: 7호선 강남 구간 개통 (건대입구 - 신풍, 15역 18.7km) - 7호선 완전 개통
- 2000년 8월 7일: 6호선 상월곡 구간 개통 (상월곡 - 봉화산, 6역 4.2km)
- 2000년 12월 15일: 6호선 전 구간 개통 (응암 - 상월곡, 28역 30.9km, 4개 역 미개통)
- 2001년 3월 9일: 6호선 미개통 구간 개통 (이태원 - 약수, 4역) - 6호선 완전 개통
- 2005년 9월 13일: 7호선 부천·인천 연장 구간 착공 (온수 ~ 부평구청, 9역)
- 2008년 6월 20일: 5호선 마곡역 영업 개시.
- 2008년 9월 12일: 자회사(서울도시철도엔지니어링주식회사) 설립.
- 2012년 10월 27일: 7호선 부천·인천 연장 구간 개통 (온수 - 부평구청, 9역 10.2km)
- 2013년 3월 26일: 자회사 (서울도시철도그린환경주식회사) 설립.
- 2014년 9월 29일: 5호선 하남선 연장 구간 착공 (상일동 ~ 검단산, 5역)
- 2014년 10월 30일: 7호선 인천 연장 구간 착공 (부평구청 - 석남, 2역)
- 2015년 12월 17일: 8호선 별내선 연장 구간 착공 (별내 - 암사, 6역)
- 2016년 11월 23일: 서울메트로와 통합 확정.[2]
- 2017년 4월 30일: 서울메트로와 통합으로 해체.

## 로고
|                                                                           |
| 1994년 3월 15일부터 2017년 4월 30일까지 사용된 서울특별시 도시철도공사 CI |

|                                                                          |
| 2008년 1월 8일부터 2017년 4월 30일까지 사용된 서울특별시 도시철도공사 BI |

## 같이 보기
- 수도권 전철
- 서울메트로
- 한국철도공사
- 서울교통공사